# Saidy Janko
Saidy Janko (sinh ngày 22 tháng 10 năm 1995) là một cầu thủ bóng đá người Thụy Sĩ đang chơi cho Celtic ở vị trí tiền vệ. Sinh ra ở Zürich với cha là người Gambia và mẹ là người Thụy Sĩ gốc Ý, Janko bắt đầu sự nghiệp của mình với câu lạc bộ Zürich trước khi ký hợp đồng với Manchester United vào năm 2013. Anh xuất hiện lần đầu tiên vào năm 2014. Anh đã chơi bóng đá quốc tế cho đội tuyển U19 Thụy Sĩ.

## Sự nghiệp câu lạc bộ
Janko gia nhập Manchester United từ FC Zürich vào kỳ chuyển nhượng mùa hè năm 2013. Anh là một trong hai bản hợp đồng dược thực hiện bởi David Moyes trong kỳ chuyển nhượng mùa hè. Trong mùa giải đầu tiên của mình, anh ở trong đội dự bị. Ngày 26 tháng 8 năm 2014, anh đã ra mắt lần đầu tiên của mình tại League Cup trong trận đấu với Milton Keynes Dons, chơi hiệp đầu trước khi được thay thế bởi Andreas Pereira. Sau đó Manchester United thua 4-0.

## Thống kê sự nghiệp
Tính đến 26 tháng 8 năm 2014
| Câu lạc bộ        | Mùa giải       | Giải đấu       | Giải đấu | Giải đấu | FA Cup | FA Cup | League Cup | League Cup | Khác | Khác | Tổng | Tổng |
| Câu lạc bộ        | Mùa giải       | Phân chia      | Trận     | Bàn      | Trận   | Bàn    | Trận       | Bàn        | Trận | Bàn  | Trận | Bàn  |
| ----------------- | -------------- | -------------- | -------- | -------- | ------ | ------ | ---------- | ---------- | ---- | ---- | ---- | ---- |
| Manchester United | 2014–15        | Premier League | 0        | 0        | 0      | 0      | 1          | 0          | 0    | 0    | 1    | 0    |
| Tổng sự nghiệp    | Tổng sự nghiệp | Tổng sự nghiệp | 0        | 0        | 0      | 0      | 1          | 0          | 0    | 0    | 1    | 0    |